# Ösels kommun
Ösels kommun (estniska: Saaremaa vald) är en kommun i landskapet  Ösel (estniska: Saaremaa) i västra Estland. Den är Estlands ytmässigt största kommun. Staden Kuressaare utgör kommunens centralort.
Kommunen bildades den 21 oktober 2017 genom en sammanslagning av samtliga kommuner på ön Ösel, det vill säga staden Kuressaare och de elva landskommunerna Kihelkonna, Laimjala, Leisi, Lääne-Saare, Mustjala, Orissaare, Pihtla, Pöide, Salme, Torgu och Valjala.
Kommuen är vänort med Region Gotland.

## Geografi
Ösels kommun omfattar hela ön Ösel (estniska: Saaremaa) samt ett antal mindre närliggande öar såsom Vilsandi (Filsand) och Abrö (estniska: Abruka).  

## Orter
I Ösels kommun finns en stad, nio småköpingar och 437 byar.

### Stad
- Kuressaare

### Småköpingar
- Aste
- Kihelkonna
- Kudjape
- Kärla
- Leisi
- Nasva
- Orissaare
- Salme
- Valjala

### Byar
Ösel har 437 byar, varav några är:
- Anseküla
- Hindu
- Kaali
- Karala
- Lümanda
- Sõrve-Hindu tidigare Hindu
- Tehumardi
- Tagaranna